# Lars Klingbeil
Lars Klingbeil (Soltau, 23 februari 1978) is een Duitse politicus van de Sociaaldemocratische Partij (SPD) en is sinds 2021 co-fractievoorzitter van de partij, samen met Saskia Esken.
Voorheen was Klingbeil van december 2017 tot en met december 2021 algemeen secretaris van de Sociaaldemocratische Partij. Sinds 2001 is hij lid van de gemeenteraad van Münster en lid van de districtsraad van Heide. In 2005 was hij ongeveer negen maanden lid van de Bondsdag en sinds de Bondsdagverkiezingen van 2009 is hij opnieuw lid. Van 2003 tot 2007 was Klingbeil vicevoorzitter van de Jusos, de jongerenafdeling van de SPD. Klingbeil is lid van de Seeheimer Kreis, de meer rechtse fractie van de SPD, die veel overeenkomsten vertoont met Tony Blairs New Labour.